# Ponderosa (Nou Mèxic)
Ponderosa és una concentració de població designada pel cens del Comtat de Sandoval a l'estat de Nou Mèxic (Estats Units d'Amèrica).

## Demografia
Segons el del cens dels Estats Units del 2000, Ponderosa tenia 310 habitants.
, 112 habitatges, i 88 famílies. La densitat de població era de 16,4 habitants per km².
Dels 112 habitatges en un 42% hi vivien nens de menys de 18 anys, en un 70,5% hi vivien parelles casades, en un 5,4% dones solteres, i en un 21,4% no eren unitats familiars. En el 17,9% dels habitatges hi vivien persones soles el 5,4% de les quals corresponia a persones de 65 anys o més que vivien soles. El nombre mitjà de persones vivint en cada habitatge era de 2,77 i el nombre mitjà de persones que vivien en cada família era de 3,16.
Per edats la població es repartia de la següent manera: un 28,1% tenia menys de 18 anys, un 7,1% entre 18 i 24, un 21% entre 25 i 44, un 35,2% de 45 a 60 i un 8,7% 65 anys o més.
L'edat mediana era de 41 anys. Per cada 100 dones de 18 o més anys hi havia 100,9 homes.
La renda mediana per habitatge era de 43.056 $ i la renda mediana per família de 45.417 $. Els homes tenien una renda mediana de 39.300 $ mentre que les dones 28.182 $. La renda per capita de la població era de 12.838 $. Aproximadament el 14,5% de les famílies i el 19,8% de la població estaven per davall del llindar de pobresa.

## Poblacions properes
El següent diagrama mostra les poblacions més properes.